# Perda auditiva em idosos
A perda auditiva em idosos, também conhecida como perda auditiva relacionada a idade ou presbiacusia, faz parte de alterações fisiológicas causada pelo processo de envelhecimento humano. É considerada uma das mais frequentes e incapacitantes alterações, pois diminui o contato social do idoso, podendo afetar suas condições de saúde.
Nas últimas décadas a expectativa de vida está aumentando em todo o mundo, o envelhecimento da população está ocorrendo de maneira rápida, ainda mais em países subdesenvolvidos. Os idosos apresentam uma maior fragilidade em relação a saúde do que os restante da população, sendo assim, medidas eficazes devem ser tomadas com o objetivo de melhorar a qualidade de vida da população idosa.
Segundo a Organização Mundial de Saúde (OMS) são consideradas idosas, pessoas com 65 anos ou mais, em países desenvolvidos, já em países em desenvolvimento como o Brasil, são considerados idosos indivíduos com 60 anos ou mais. A perda auditiva ou deficiência auditiva é caracterizada pela redução total ou parcial da capacidade de ouvir os sons, unilateralmente ou bilateralmente. Atualmente mais de 15 milhões de brasileiros tem problemas relacionados a audição, na população idosa a prevalência varia de 30 a 90% e com o avançar da idade aumentam a incidência e o grau de comprometimento da perda auditiva. A perda parcial ou total da audição trás prejuízos psicossociais que podem levar o indivíduo ao isolamento social e revela sentimentos como frustração, depressão, irritabilidade, solidão, além de mudanças biológicas que afetam a saúde como um todo e impactam diretamente na qualidade de vida.

## Presbiacusia
A presbiacusia se trata do processo natural de envelhecimento do sistema auditivo. Esse processo envolve todo o ouvido (externo, médio e interno), a deterioração das células ciliadas do órgão de Corti e também podem envolver as vias auditivas do sistema nervoso central, essas alterações provocam perda auditiva. No entanto, a etiologia da presbiacusia pode ser considerada como multifatorial, tendo em vista que o envelhecimento do sistema auditivo tem como origem  fatores endógenos e fatores exógenos. Os fatores endógenos são aqueles que impactam diretamente na perda auditiva, consistem em aspectos  como aqueles de origem metabólica e vascular, além das pré-disposição hereditária. Já os fatores exógenos que potencializam o risco para perda auditiva correspondem a fatores como  exposição excessiva ao ruído, efeito de medicamentos ototóxicos, hábitos alimentares e alto nível de estresse. A perda auditiva relacionada ao envelhecimento é do tipo sensórioneural, ocorre bilateralmente, ou seja, nas duas orelhas e de maneira progressiva. Inicialmente a perda atinge a faixa de frequências altas, comprometendo a detecção de sons agudos, a discriminação da fala e com o avanço da doença, passa a comprometer as frequências baixas e médias, impedindo uma comunicação efetiva e como consequência o isolamento social, baixa autoestima, depressão e alto de risco de perda cognitiva.

## Exposição a ruído
A exposição ao ruído é um fator de risco para Perda Auditiva Induzida por Ruído (PAIR), geralmente em indivíduos expostos ao ruído em seu ambiente de trabalho.  Uma vez que a exposição ao ruído também causa lesão de células ciliadas do órgão de Corti, assim como a presbiacusia, ambas passam a ser aditivas e potenciais riscos para perda auditiva. Um estudo que teve como objetivo analisar se a exposição ao ruído é um fator de risco adicional importante para perda auditiva em idosos, além da degeneração do sistema auditivo em função da idade. Foi verificado que os idosos que foram expostos ao ruído ocupacional, apresentaram limiares auditivos (intensidade mínima que o indivíduo detecta) maiores do que os idosos que não foram expostos ao ruído, ou seja, a exposição ao ruído apresenta um risco maior de perda auditiva quando somado a presbiacusia para alterações auditivas do tipo sensórioneural.Também deve-se considerar que entre os trabalhadores brasileiros, ao menos 25% dos que são expostos ao ruído sejam portadores de perda auditiva induzida pelo ruído em algum grau.  É importante frisar que o limite permitido, segundo as normas regulamentadoras sobre ruídos, é de 80dB por horas diárias. É proibido a exposição de indivíduos a ruídos acima de 115dB.

## Alterações metabólicas e doenças crônicas
Alterações metabólicas como diabetes mellitus e doenças crônicas como hipertensão arterial podem acelerar o processo de desintegração do sistema auditivo. Em relação a diabetes mellitus, pode causar perda auditiva devido a angiopatia diabética que afeta a nutrição e oxigenação do órgão de Corti, causando morte de células e tecidos Nesse caso é comum perdas auditivas leves a moderadas e do tipo sensórioneural quando relacionadas a diabetes. No Brasil, estima-se que 17,9% dos idosos sejam portadores de diabetes mellitus. No que se refere a hipertensão arterial, causa alterações vasculares na irrigação do organismo e, como consequência a funcionalidade dos sistemas do corpo, envolvendo os órgãos, incluindo todo o sistema auditivo. No Brasil, estima-se que 51,8% dos idosos sejam portadores de hipertensão arterial. Além de diabetes mellitus e hipertensão arterial outras condições podem provocar perda auditiva, como Doença de Ménière, Doenças renais, hipoxia, hipoglicemia, hipoglicemia reativa, hiperlipoproteinemia e alterações de glândula tireoide.

## Etilismo e tabagismo
O etilismo é caracterizado pelo consumo excessivo e incontrolável de álcool, o álcool é uma substância tóxica que pode alterar a função auditiva e vestibular, pode primeiramente causar lesões degenerativas nas células ciliadas do Órgão de Corti e posteriormente afetar os canais semicirculares, afetando a função do equilíbrio. Uma pesquisa realizada com idosos sobre o consumo de álcool, foi evidenciado que 9,4% dos participantes apresentava consumo leve ou moderado e 4,6% apresentava consumo de risco, já um estudo realizado no Brasil, demonstrou que 12% dos idosos bebiam pesado (mais de 7 doses por semana), 10,4% bebiam em excesso (mais de 3 doses em uma ocasião) e 2,9% eram dependentes do álcool.
O tabagismo é um fator de risco para perda auditiva uma vez que as substâncias químicas presente no cigarro, principalmente a nicotina, atua na diminuição  da oxigenação do sistema auditivo, causando danos irreversíveis as células ciliadas do Órgão de Corti. O tabagismo ativo contribui significativamente para a perda de audição e aumenta quando somados a fatores como exposição ao ruído e a idade. Dessa forma, é um fator de risco que aumenta significativamente a chance se desenvolver uma perda auditiva quando se trata de indivíduos mais idosos, uma pesquisa realizada em 2003, estimou que 15,3% dos idosos fazem uso de cigarro.

## Trauma craniano
A queda, é um evento comum em recorrente em indivíduos idosos, um estudo estima-se que 34,8% dos idosos sofrem algum tipo de queda pelo menos uma vez ao ano. Perante uma queda, é possível que ocorra um traumatismo crânio-encefálico, no caso de um trauma no osso temporal, é possível que haja lesão de orelha média e interna e como consequência a perda auditiva. A perda auditiva acomete cerca de 40% dos pacientes que sofrem de trauma craniano.

## Consequências da perda auditiva em idosos
A perda auditiva em idosos ocasiona prejuízos emocionais e sociais que interferem diretamente na qualidade de vida do sujeito em processo de envelhecimento. A comunicação é um dos aspectos prejudicados que mais impactam o dia-a-dia do idoso, é por meio da comunicação que o idoso pode compartilhar suas histórias, suas angústias e seus desejos. Porém, com a perda auditiva, esta habilidade não consegue mais ser desempanhada com a mesma eficiência, o que impede o indivíduo de exercer plenamente o seu papel na sociedade. A privação auditiva faz com que o idoso tenha dificuldades em compreender a fala daqueles que o cercam, principalmente em situações em que há muito ruído, o grau de dificuldade para compreensão da fala vai variar de acordo com o grau da perda auditiva do sujeito. Estudos apontam relação entre a perda auditiva em idosos e depressão. Quando a perda auditiva não é tratada torna-se um fator estressante crônico, devido ao prejuízo nas atividades psicosociais e funcionais. A perda auditiva também tem sido considerada um fator de risco para o desenvolvimento de demência, sendo associada por acelerar o declínio cognitivo.  Perdas auditivas de maior grau implicam em maior risco de isolamento social, depressão e comprometimento cognitivo.

### Tratamento Fonoaudiológico para Idosos com Perda Auditiva
O fonoaudiólogo está habilitado a tratar e diagnosticar problemas relacionados à comunicação humana, incluindo a audição. Sendo assim, idosos que possuem queixas a respeito de sua audição e necessitam do uso de aparelhos auditivos, o profissional da área de fonoaudiologia pode diagnosticar por meio de exames audiológicos o tipo e grau de perda auditiva do idoso, e dependendo da demanda do paciente, realizar um treinamento auditivo para a melhor adaptação do idoso com este novo dispositivo, visando melhorar a qualidade de vida do idoso.

## Benefícios no uso de Aparelhos Auditivos
A perda auditiva relacionada à idade é tipicamente do tipo sensorioneural, ou seja, compromete as células ciliadas presentes na orelha interna. Para este tipo de perda auditiva podem ser utilizados os aparelhos auditivos, também conhecido como aparelho de amplificação sonora individuais (AASI) que basicamente irão amplificar os sons que chegam ao indivíduo, restaurando a audibilidade dos sons, auxiliando na melhora da percepção da fala. O uso dos aparelhos auditivos permitirão o retorno do ‘’ouvir’’, porém, para compreensão da fala é necessário que as informações sejam processadas pelo sistema nervoso central, sendo imprescindível as habilidades de atenção, memória, interesse, motivação e cognição. Estudos mostram que o uso dos aparelhos auditivos produzem efeitos positivos sobre a cognição e outros domínios funcionais.